# Marquesat de Cerdanyola
El Marquesat de Cerdanyola és un títol nobiliari creat el 13 de setembre de 1690 pel rei Carles II a favor de Feliu de Marimon i de Tord, senyor de Cerdanyola del Vallès. La seva residència tradicional ha estat el Castell de Sant Marçal, que encara és propietat de la família.

## Història
Els Marimon foren els senyors de Cerdanyola des de 1372, encara que la seva sobirania els fou discutida tant des del Bisbat com des de la pròpia casa reial, en un plet que no es va fallar fins 1784 favorablement als ja marquesos de Cerdanyola.
En la guerra dels remences (1484-1486) els Marimon s'alinearen amb l'oligarquia catalana i quan Ferran II va instaurar la Inquisició, Joan Bernat de Marimon formà part de l'ambaixada de la ciutat de Barcelona davant del rei per protestar per la mesura. Malgrat tot, l'any 1484, Bernat Guerau de Marimon fou nomenat cavaller.
Durant els segles següents, els Marimon destacaren pel seu suport a la casa reial, en ocasions com la guerra dels Segadors, la qual cosa els valgué el 1690 el nomenament reial com a marquesos de Cerdanyola per part de Carles II. També formaren part del bàndol filipista en la Guerra de Successió.
En l'abolició dels senyorius del primer terç del segle xix, els Marimon van deixar de ser senyors de Cerdanyola, però mantingueren les propietats, inclòs el Castell de Sant Marçal, i el títol de marquès de Cerdanyola.
Per l'extinció de la via masculina dels Marimon, el 1865 el marquesat passà a la família Arróspide. Igualment, el 1929 el títol passà a la família noble valenciana dels Trénor que el conserven actualment.

## Armes

Escut de Cerdanyola del Vallès, amb les armes dels Marimon a l'esquerra, les quatre barres a la dreta, i al damunt l'espasa de Sant Martí

Les armes dels Marimon són d'argent, un lleó rampant d'atzur, coronat d'or, armat i llampegat de gules, amb una bordura dentada d'atzur. Aquestes armes s'han integrat a l'escut de Cerdanyola del Vallès, conjuntament amb la corona de marquès. També el lema familiar dels Trénor Facta, non verba s'ha incorporat com a divisa de la població.

## Marquesos de Cerdanyola
|      | Titular                                               | Període         |
| ---- | ----------------------------------------------------- | --------------- |
| I    | Feliu de Marimon i de Tord                            | 1690-1721       |
| II   | Josep de Marimon i de Corbera                         | 1721-1747       |
| III  | Joan Antoni de Marimon i Fernández de Velasco         | 1747-1756       |
| IV   | Josep Antoni de Marimon i Boïl d'Arenós               | 1756-1794       |
| V    | Josep Pasqual de Marimon i de Perellós                | 1794-1832       |
| VI   | Joan Maria de Marimon i de Perellós                   | 1832-1842       |
| VII  | Maria Dolors de Marimon i Querí                       | 1842-1865       |
| VIII | José María de Arróspide y de Marimón                  | 1865-1893       |
| IX   | María del Carmen de Arróspide y Álvarez de Villamañán | 1893-1928       |
| X    | José María Trénor y Arróspide                         | 1929-2001       |
| XI   | José María Trénor y Suárez de Lezo                    | 2001-2012       |
| XII  | José María Trénor Löwenstein                          | 2012-actualitat |